# HD 207673
HD 207673，又名BD+40 4648，SAO 51344、HR 8345，是一颗恒星，视星等为6.48，位于銀經89.94，銀緯-9.8，其B1900.0坐标为赤經21h 45m 35.9s，赤緯+40° -9.8′ 57″。